# إريك طوماس (منافس ألعاب قوى)
إريك طوماس (بالإنجليزية: Eric Thomas)‏ هو منافس ألعاب قوى أمريكي، ولد في 1 ديسمبر 1973.

## وصلات خارجية
- إريك طوماس على موقع الاتحاد الدولي لألعاب القوى (الإنجليزية)
- إريك طوماس على موقع أوليمبيديا (الإنجليزية)
- إريك طوماس على موقع اللجنة الأولمبية والبارالمبية الأمريكية (الإنجليزية)